# Прапор Ганьківців
Прапор Ганьківців — офіційний символ села Ганьківці, Коломийського району Івано-Франківської області, затверджений 27 січня 2023 р. рішенням сесії Заболотівської селищної ради.
Автори — А. Гречило та В. Косован.

## Опис
Квадратне полотнище, розділене з центру до середини верхнього краю та до нижніх кутів на три поля; у верхньому від древка зеленому полі жовта криниця, верхнє з вільного краю поле жовте, а нижнє — синє.

## Значення символів
Криниця вказує на місцеву легенду про «Сиву криницю». Мурована основа означає місцеві поклади природних ресурсів, а жовта вежа — на сторожову споруду, яка дозволяла повідомляти про небезпеку.